# Red Danice hrvatske
Red Danice hrvatske je odlikovanje Republike Hrvatske koje zauzima četrnaesto mjesto u važnosnom slijedu hrvatskih odlikovanja. Red je ustanovljen 10. ožujka 1995. godine. Red se dijeli na sedam jednako vrijednih odlikovanja: 
1. Red Danice hrvatske s likom Marka Marulića – dodjeljuje se hrvatskim i stranim državljanima za osobite zasluge za kulturu,
2. Red Danice hrvatske s likom Blaža Lorkovića – dodjeljuje se hrvatskim i stranim državljanima za osobite zasluge za gospodarstvo,
3. Red Danice hrvatske s likom Ruđera Boškovića – dodjeljuje se hrvatskim i stranim državljanima za osobite zasluge za znanost,
4. Red Danice hrvatske s likom Nikole Tesle – dodjeljuje se hrvatskim i stranim državljanima za osobite zasluge za izumiteljstvo,
5. Red Danice hrvatske s likom Franje Bučara – dodjeljuje se hrvatskim i stranim državljanima za osobite zasluge za šport (popis nositelja),
6. Red Danice hrvatske s likom Katarine Zrinske – dodjeljuje se hrvatskim i stranim državljanima za osobite zasluge za zdravstvo, socijalnu skrb i promicanje moralnih društvenih vrednota,
7. Red Danice hrvatske s likom Antuna Radića – dodjeljuje se hrvatskim i stranim državljanima za osobite zasluge za prosvjetu.

## Izgled
Red se sastoji od znaka Reda, male oznake Reda i umanjenice Reda.
Znak Reda ima oblik osmerokrake zrakaste zvijezde izrađene od srebra, a na njezinom središnjem djelu apliciran je pozlaćeni reljefno ispupčeni medaljon od srebra. Medaljoni se razlikuju, ovisno o liku:
- Red Danice hrvatske s likom Marka Marulića: medaljon prikazuje portret hrvatskog renesansnog književnika Marka Marulića s knjigom u rukama, a u pozadini se nazire prikaz grada Splita sa zvonikom katedrale Sv. Duje. Ispod portreta u dva reda smješten je natpis nepravilnih slova i poretka »MARKO MARULIĆ«.

- Red Danice hrvatske s likom Blaža Lorkovića: medaljon prikazuje portret znamenitog hrvatskog gospodarstvenika Blaža Lorkovića. Lijevo od portreta nalazi se natpis »BLAŽ«, a iznad glave u polukružnoj formi natpis »LORKOVIĆ«.

- Red Danice hrvatske s likom Ruđera Boškovića: medaljon prikazuje portret velikog dubrovačkog znanstvenika, filozofa, književnika i diplomate Ruđera Boškovića. Duž lijeve strane portreta nalazi se natpis »RUĐER«, a duž desne »BOŠKOVIĆ«. Natpisi su smješteni uz rubni dio medaljona u polukružnoj formi.

- Red Danice hrvatske s likom Nikole Tesle: medaljon prikazuje portret znamenitog izumitelja i znanstvenika na polju elektrotehnike Nikolu Teslu.

- Red Danice hrvatske s likom Franje Bučara: medaljon prikazuje portret znamenitog promicatelja športa i športaša Franju Bučara. Duž lijeve strane portreta nalazi se natpis »DR. FRANJO«, a duž desne »BUČAR«. Natpisi su smješteni uz rubni dio medaljona u polukružnoj formi.

- Red Danice hrvatske s likom Katarine Zrinske: medaljon je srcolikog oblika i prikazuje suprugu Petra Zrinskog i sestru Frana Krste Frankopana – Katarinu Zrinski. Katarina Zrinski lijevom rukom drži štit s povijesnim hrvatskim grbom, desnom rukom drži lik hrvatskog kralja sa splitske krstionice, a u pozadini je more. Ispod portreta u desnoj četvrtini medaljona u dva reda, oblika luka, smješten je natpis nepravilnih slova i poretka »KATARINA ZRINSKA«.

- Red Danice hrvatske s likom Antuna Radića: medaljon prikazuje portret hrvatskog političara, etnologa, književnika i gimnazijskog profesora Antuna Radića. Duž lijeve strane portreta nalazi se natpis »DR. ANTUN«, a duž desne »RADIĆ«. Natpisi su smješteni uz rubni dio medaljona u polukružnoj formi.

Na naličju znaka Reda je unutar kružnog troprutnog pletera, duž gornjeg ruba natpis REPUBLIKA, a donjeg ruba HRVATSKA.
Malu oznaku Reda čini minijatura i vrpca. Minijatura je umanjeni otkov medaljona Reda. Vrpca je od svilenog moariranog ripsa u bojama zastave Republike Hrvatske slijedom boja: crvena, bijela i plava, s lijeva na desno. 
Umanjenicu Reda čini minijatura i vrpca. Minijatura je umanjeni otkov znaka Reda ovješen o svilenu moariranu vrpcu u bojama zastave Republike Hrvatske slijedom boja: crvena, bijela i plava, s lijeva na desno.

## Poticaj za dodjelu i uručivanje
Red dodjeljuje predsjednik Republike na vlastiti poticaj ili na prijedlog Državnog povjereništva za odlikovanja i priznanja Republike Hrvatske.
Predsjednik Republike uručuje Red osobno ili može kao svog izaslanika za uručenje Reda imenovati predsjednika Hrvatskoga sabora, predsjednika Vlade, ministra, župana te iznimno osobu po svojoj odluci.

## Način nošenja i isticanja
Način nošenja i isticanja uređeno je posebnim pravilnikom Reda. Red odlikovane osobe ističu prilikom svečanih prigoda.
Mala oznaka Velereda ističe se isključivo na službenoj odori (npr. vojna odora, policijska odora, i sl.), a umanjenica isključivo na civilnoj odjeći. Umanjenica Reda se ističe prilikom svečanih prigoda, prema prilikama i potrebama nosioca. 
Ako je odlikovani odlikovan s više oblika ovog Reda, redoslijed isticanja je s lijeva na desno (gledajući prema nosiocu): s likom Marka Marulića, Blaža Lorkovića, Ruđera Boškovića, Nikole Tesle, Franje Bučara, Katarine Zrinske i Antuna Radića. Žene ističu umanjenicu Reda na lijevoj strani grudi, odnosno uz druge umanjenice složene u niz po važnosnome slijedu. Muškarci ističu umanjenicu Reda u lijevom zapučku, odnosno uz druge umanjenice složene u niz po važnosnome slijedu na lijevom suvratku odijela.
Zajedno sa znakom Reda nije dopušteno isticati malu oznaku i umanjenicu istog Reda.